# 波斯尼亚和黑塞哥维那可兑换马克
可兑换马克（波斯尼亚语、克罗地亚语、塞尔维亚语拉丁字母：konvertibilna marka；塞尔维亚语西里尔字母：конвертибилна марка，ISO 4217代码：BAM，符号：KM或КМ），又称波黑马克，是波斯尼亚和黑塞哥维那的货币，1可兑换马克可分为100芬尼（feninga或фенинга）。波黑马克和芬尼的名称源自原德国货币德国马克和辅币芬尼（Pfennig），所以芬尼有时又拼作“pfeniga”（пфенига）。

## 历史
可兑换马克在1995年代顿协定签订后宣布发行，1998年取代波士尼亞與赫塞哥維納第納爾、克罗地亚库纳和塞族共和国第纳尔，成为波黑的货币。可兑换马克与德国马克有固定兑换率（1德国马克=1可兑换马克），其名称中的“马克”就是指德国马克。自2002年欧元取代德国马克，可兑换马克改与欧元实行固定兑换率（1欧元=1.95583可兑换马克）。

## 硬币
1998年，面值为5、10、20和50芬尼的硬币首次发行，2000年发行1、2和5马克硬币。5芬尼和1马克硬币以镀上镍的钢制成；10、20和50芬尼硬币以镀上铜的钢制成；2和5马克硬币则是双金属币。
- 5 芬尼
- 10 芬尼
- 20 芬尼
- 50 芬尼
- 1 马克
- 2 马克
- 5 马克

## 纸币
1998年，面值为50芬尼、1、5、10、20、50和100马克的纸币首次发行，2002年发行200马克纸币，2003年3月31日50芬尼纸币停止流通。纸币由波斯尼亚和黑塞哥维那中央银行印制，在波黑联邦和塞族共和国有不同的设计（200马克除外），但所有纸币在全国通行。

### 列表（2012 年發行）
- 10 马克
- 20 马克
- 50 马克
- 100 马克

| 纸币面值 | 人物头像                                 |
| -------- | ---------------------------------------- |
| 50芬尼   | 斯肯德·库莱诺维奇和布兰科·乔皮奇         |
| 1马克    | 弗拉·伊万·弗拉尼奥·尤基奇和伊沃·安德里奇 |
| 5马克    | 梅沙·塞利莫维奇                          |
| 10马克   | 马克·迪兹达尔和阿列克萨·尚蒂奇           |
| 20马克   | 安通·布兰科·西米奇和菲利普·维什尼奇      |
| 50马克   | 穆萨·恰齐姆·恰蒂奇和约万·杜齐奇          |
| 100马克  | 尼古拉·绍普和佩塔尔·科契奇               |
| 200马克  | 伊沃·安德里奇                            |

## 错误
波黑的纸币和硬币上存在许多错误及不一致之处（相对于其他国家来说）
官方的说法是，只有一款纸币由于一处错误未发行流通，然而其他许多有错误的纸币都流通了。

### 举例
以下为至今为止发现到的最严重的错误：
1.两种设计的50芬尼纸币在名词“芬尼”旁边都有形容词“可兑换”，然而只有马克具有"可兑换"的前綴。
2.塞族共和国的1马克纸币印有"ИВО АНДРИЂ / IVO ANDRIĐ"而不是"ИВО АНДРИЋ / IVO ANDRIĆ"。这张纸币在流通后迅速撤回了。
3.两种设计的5马克纸币反面的西里尔文单词“5”错误地印成了拉丁字母形式("PET КОНВЕРТИБИЛНИХ МАРАКА", 而不是"ПЕТ ...")。
4.塞族共和国1998年第一版10马克纸币将Aleksa Šantić用拉丁字母印出，尽管它应该像其它例子一样用西里尔字母印出。
5.两种设计的100马克纸币在安全线上将波黑中央银行首字母缩写均错误地使用了"Џ / Dž"而不是"Ц / C" ("ЏББХ / DžBBH"而不是"ЦББХ / CBBH")。